# Denis Mack Smith
Denis Mack Smith (1920-2017) fue un historiador británico, especializado en el estudio de la historia contemporánea de Italia.

## Biografía
Nació en Londres el 3 de marzo de 1920.
Fue autor de obras como Cavour y Garibaldi, 1860 (1954), Garibaldi: A Great Life in Brief (1956), Modern Italy: A Political History (1959), A History of Sicily (1968), Victor Emanuel, Cavour, and the Risorgimento (1971), Vittorio Emanuele II, Mussolini's Roman Empire (1976), Mussolini (1982), Cavour (1985), Italy and Its Monarchy (1989) o Mazzini (1994), entre otras.
Señalado como uno de los más destacados especialistas del mundo anglosajón sobre la historia contemporánea italiana, falleció el 11 de julio de 2017.